# Аляухово
Аля́ухово — деревня в Одинцовском городском округе Московской области России. Население — 5 человек на 2006 год, в деревне числятся 4 садовых товарищества. До 2006 года Аляухово входило в состав Введенского сельского округа.
Деревня расположена на западе района, в 6 км южнее Звенигорода, на левом берегу малой реки Нахавня, высота центра над уровнем моря 178 м.

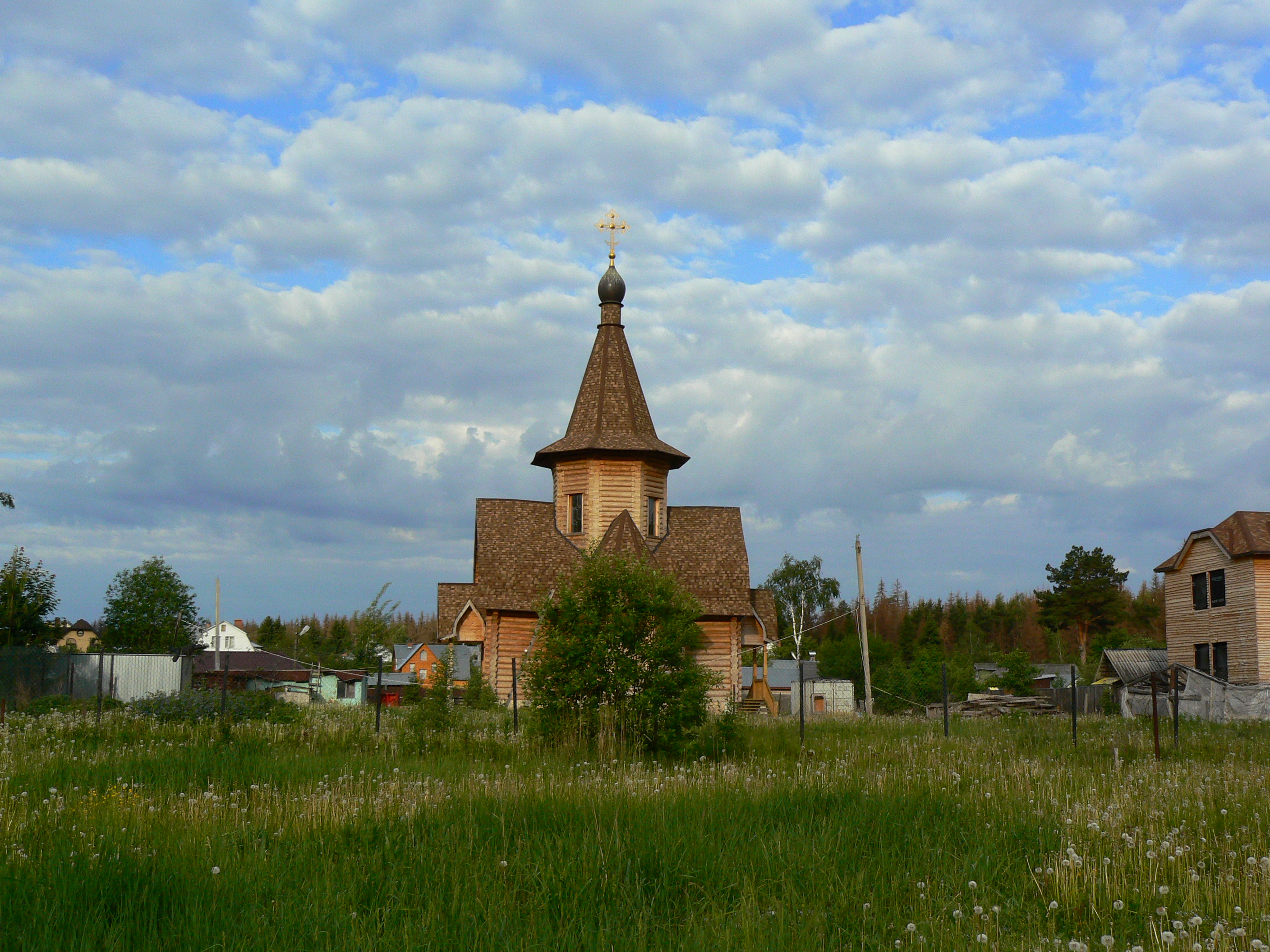
Церковь в деревне Аляухово

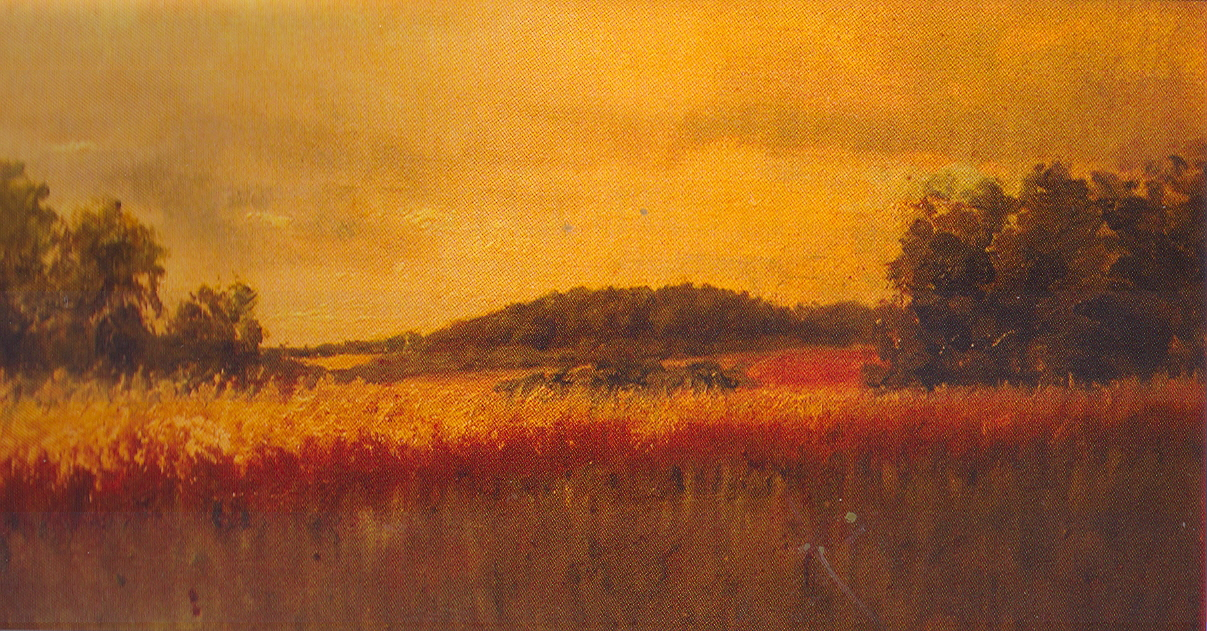
М. П. Огранович. Окрестности Аляухова. Холст, масло. 1890-е гг.

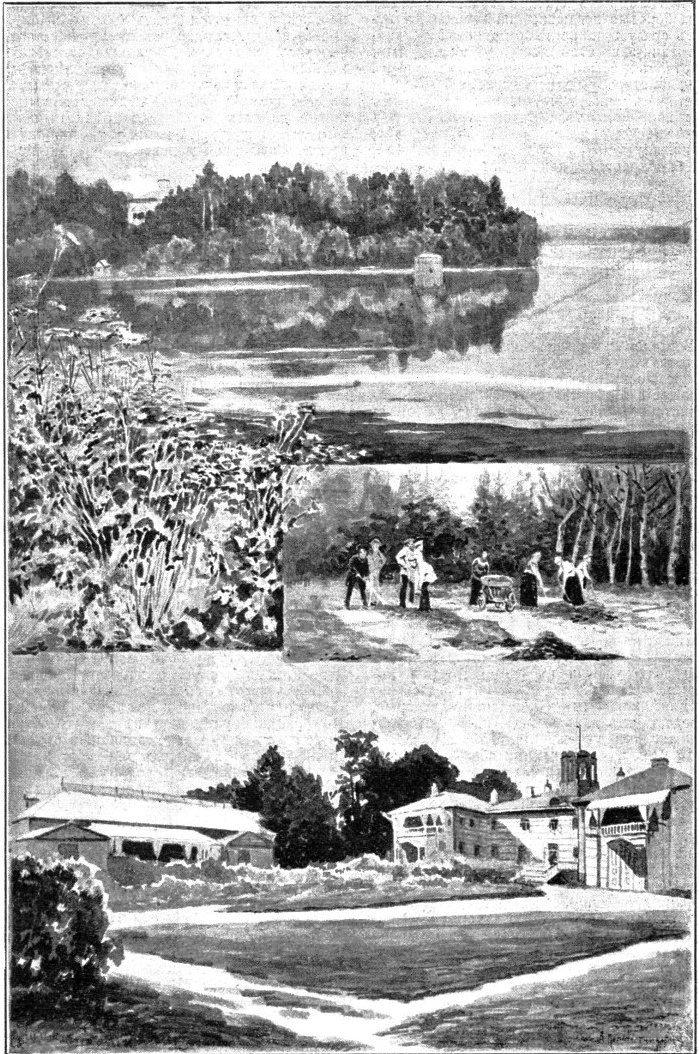
Три рисунка санатория доктора М.П. Ограновича в имении Аляухово Звенигородского уезда Московской губернии.

Название деревни происходит от фамилии местных помещиков — в списке городовых детей боярских 1592 года упоминается Андрюшка Петров сын Оляухов. Впервые в исторических документах деревня встречается в 1786 году, по Экономическим примечаниям 1800 года сельцо Ивановское, Аляухово тож, имело 7 дворов, 32 души мужского и 27 женского пола. По сведениям X ревизии 1857 года было 12 дворов, 33 мужчины и 42 женщины, в 1890 году, в Алаухове — 101 человек. По Всесоюзной переписи 17 декабря 1926 года числилось 32 хозяйства и 165 жителей, по переписи 1989 года — 16 хозяйств и 14 жителей.
В январе 1890 года в имении графа С. Д. Шереметева Аляухово была открыта «Санитарная колония доктора М. П. Ограновича», в которой лечились очень многие известные люди.